# Glomeris romana
Glomeris romana är en mångfotingart som beskrevs av Karl Wilhelm Verhoeff 1900. Glomeris romana ingår i släktet Glomeris och familjen klotdubbelfotingar.

## Underarter
Arten delas in i följande underarter:
- G. r. carrarana
- G. r. marinensis
- G. r. pellicensis